# Большой Провал
Большой Провал, Большой Разлом (англ. Great Rift, Dark Rift) — находящиеся близко к Солнечной системе тёмные пылевые облака, существенно закрывающие центральную область Галактики и большую часть плоскости Млечного Пути для земного наблюдателя.
На тёмном чистом небе область Большого Провала видна как размытая область звёзд в направлении центра Млечного Пути. Сама структура лежит между Солнечной системой (близка к внутреннему краю рукава Ориона) и следующим рукавом в направлении к центру Галактики, рукавом Стрельца. Облака препятствуют наблюдению миллионов звёзд на протяжении полосы около 30 градусов неба. Облака простираются на 800–1000 пк от Земли. По оценкам, облака содержат около миллиона масс Солнца вещества в форме газов и пыли.

## Свойства
При наблюдении в видимом свете, в том числе невооружённым глазом, Большой Провал выглядит как тёмная полоса, разделяющая яркую полосу Млечного Пути. Большой Провал покрывает одну треть наблюдаемой полосы Млечного Пути. Начинаясь у созвездия Лебедя, где объект известен как Провал в Лебеде или Северный Угольный Мешок, затем Большой Провал простирается  через созвездие Орла к созвездию Змееносца, где полоса расширяется, затем Провал идёт к созвездию Стрельца, где перекрывает галактический центр. Одна из закрываемых областей,  Лебедь OB2, является скоплением молодых звёзд и одной из крупнейших областей звездообразования вблизи Солнца. Другой частично закрытый Большим Провалом объект - оболочка Сверхновой Петля Лебедя.
Похожие тёмные полосы наблюдаются и в других галактиках, видимых с ребра, таких как NGC 891 в созвездии Андромеды и  NGC 4565 в созвездии Волос Вероники.
В инфракрасном и радиодиапазоне эта область излучает достаточно активно. Плотность газа в облаках значительно выше, чем в галактическом пространстве, а температура ниже —260...—220 °C. В некоторых из областей в настоящее время формируются звезды. В целом облака состоят из молекулярного водорода, но обнаружены и другие молекулы, включая молекулы аминокислот. Считается областью активного образования звёзд.

## Наблюдения области человечеством
Многие древние цивилизации, проживавшие в местностях с сезонно сухим климатом, наблюдали темную полосу, проходящую через небо. В Южной Америке цивилизация инков дала названия нескольким участкам внутри Провала, сравнив эти участки по форме с ламой, лисой, жабой, и так далее, считая что эти животные будто бы пьют из "Великой реки" (Млечный Путь).
Древние греки иногда описывали Большой Провал как часть пустоши, оставленной Фаэтоном, пытавшимся управлять колесницей бога Солнца Гелиоса, потерявшим над ней управление и сеявшим хаос до тех пор, пока он не был поражён молнией Зевса.
В современной астрономии на Провал стали обращать внимание в XVIII веке, но причину этого явления удалось установить только в начале XX века, когда после тщательного исследования фотографий неба Эдвард Барнард и Макс Вольф смогли дать ему объяснение.
По словам Барнарда:
Сначала я не поверил в существование этих тёмных непрозрачных масс. Доказательство не было убедительным. Однако увеличение количества свидетельств, полученных на основе моих же собственных фотографий, убедило меня позже, особенно после визуального исследования некоторых из них, что многие из этих тёмных полос были вызваны не просто отсутствием звёзд, а наличием непрозрачных тел, находящихся ближе к нам, чем далекие звёзды. — Astrophysical Journal (1919)